# Hôn sự của Đồ Nhã
Hôn sự của Đồ Nhã (tiếng Trung: 图雅的婚事) là một bộ phim điện ảnh Trung Quốc năm 2006 do Vương Toàn An đạo diễn.

## Cốt truyện
Bộ phim kể về Đồ Nhã, một cô gái sống ở khu Nội Mông buộc phải tái hôn để nuôi con nhỏ vì chồng cô bị liệt nửa người dưới trong một vụ tai nạn, cô cố gắng chống chọi lại những áp lực cuộc sống để rời bỏ đồng cỏ tìm đường ra thành phố với hy vọng tìm được một người sẵn sàng nuôi cả gia đình cô.

## Diễn viên
Ngoại trừ nữ chính do Dư Nam đảm nhận tất cả các diễn viên khác trong phim là diễn viên không chuyên.
| Diễn viên      | Nhân vật    | Giới thiệu                              |
| -------------- | ----------- | --------------------------------------- |
| Dư Nam         | Đồ Nhã      | Người phụ nữ Mông Cổ cá tính quật cường |
| Ba Đặc Nhĩ     | Ba Đặc Nhĩ  | Người chồng tàn tật của Đồ Nhã          |
| Sâm Cách       | Sâm Cách    | Hàng xóm của của Đồ Nhã                 |
| Trát Á         | Trát Á      | Con trai của của Đồ Nhã                 |
| Nhậm Đình Đình | Bảo Nhiễu   | Con gái của của Đồ Nhã                  |
| Bảo Lực Nhĩ    | Bảo Lực Nhĩ | Người bạn cùng học trung học của Đồ Nhã |

## Giải thưởng
| Giải thưởng                                            | Hạng mục                         | Kết quả   |
| ------------------------------------------------------ | -------------------------------- | --------- |
| Liên hoan phim Berlin 2007                             | Gấu vàng                         | Đoạt giải |
| Giải thưởng Truyền thông Điện ảnh Trung Quốc lần thứ 8 | Phim hay nhất                    | Đoạt giải |
| Giải thưởng Truyền thông Điện ảnh Trung Quốc lần thứ 8 | Nữ diễn viên chính xuất sắc nhất | Đoạt giải |

## Tiếp nhận
Bộ phim nhận được đánh giá chung tích cực từ các nhà phê bình phương Tây. Trên hệ thống tổng hợp kết quả đánh giá Rotten Tomatoess phim nhận được 90% lượng đồng thuận dựa theo 30 bài phê bình. Trên trang Metacritic, phim đạt số điểm 71 trên 100, dựa trên 13 bài đánh giá.